# Na skalnym Podhalu
Na skalnym Podhalu – cykl 40 nowel Kazimierza Przerwy-Tetmajera.

## Charakterystyka
Utwory te były publikowane  w Warszawie w latach 1903-10, w 5 tomach, a następnie w jednotomowym „wydaniu jubileuszowym", z 12 ilustracjami Leona Wyczółkowskiego oraz rysunkami W. Koniecznego, w Krakowie w 1914. 
Nowele, pisane gwarą podhalańską, przeważnie (jak na przykład Orlice) ukazują życie górali tatrzańskich (głównie podhalańskich) z czasów cesarzowej Marii Teresy. Ramy chronologiczne cyklu poszerzają nowele o rodowodzie nieraz średniowiecznym, a także tematy współczesne, jak emigracja zarobkowa górali.

## Ekranizacja
- Legenda Tatr – polski film z 1994 w reżyserii Wojciecha Solarza na podstawie utworów Na skalnym Podhalu i Legenda Tatr K. Przerwy-Tetmajera.